# فدریکا دآستولفو
فدریکا دآستولفو (انگلیسی: Federica D'Astolfo؛ زادهٔ ۲۷ اکتبر ۱۹۶۶) بازیکن فوتبال اهل ایتالیا است.
وی همچنین در تیم ملی فوتبال زنان ایتالیا بازی کرده‌است.